# Photinia obliqua
Photinia obliqua là loài thực vật có hoa trong họ Hoa hồng. Loài này được Stapf miêu tả khoa học đầu tiên năm 1924.